# Stanisław Stefański (żeglarz)
Stanisław Stefański (ur. 24 sierpnia 1947 w Gdańsku) – polski, żeglarz, marynarz, olimpijczyk z Monachium 1972.
Zawodnik Yacht Klubu Stal Gdynia. Dwukrotny mistrz Polski w klasie Cadet w latach 1963-1964. 
Na mistrzostwach świata w klasie Cadet w roku 1963 zdobył tytuł wicemistrza świata.
Na igrzyskach olimpijskich w 1972 roku w Monachium zajął 8. miejsce w klasie Soling (partnerami byli: Zygfryd Perlicki, Józef Błaszczyk).